# Marek Eugenik
Marek Eugenik albo Marek z Efezu (gr.: Μᾶρκος ὁ Εὐγενικός, Markos Eugenikos, ur. 1391/92, zm. 1444) – biskup i teolog bizantyński, przeciwnik unii florenckiej.

## Życiorys
Marek Eugenik urodził się w 1391 lub w 1392 r. Był bratem Jana Eugenika. Podstawy wykształcenia zdobył w prowadzonej przez ojca szkole w Konstantynopolu. Studiował retorykę u Jana Chortasmenosa, a następnie dogmatykę u Makarego Makresa i filozofię u Jerzego Gemista-Pletona. Po ukończeniu nauki sam otworzył szkołę. Jego uczniem był między innymi Jerzy Scholar. W 1420 r. wstąpił do klasztoru na wyspie Antigoni. Opuścił ją w dwa lata później z powodu najazdów tureckich i przeniósł się do klasztoru Hagios Georgios tu Mangana w Konstantynopolu. Spędził w nim siedemnaście lat. Został wyświęcony na kapłana. Napisał też większość swoich dzieł, zyskując sławę wybitnego teologa.
W 1437 r. został wybrany biskupem Efezu. W 1438 r. został wyznaczony przez patriarchę Antiochii jego przedstawicielem na Sobór w Ferrarze i Florencji. Wziął udział w pierwszym spotkaniu papieża Eugeniusza IV z delegacją Kościoła wschodniego. Od początku zawzięcie zwalczał zachodnią doktrynę o pochodzeniu Ducha Świętego i o konsekracji. Sprzeciwiał się idei unii Kościołów, szczególnie podczas sesji poświęconej pochodzeniu Ducha Świętego, w październiku 1438 r. Po przeniesieniu obrad soborowych do Florencji 26 lutego 1439 r. dał zarys nauki Kościoła wschodniego. Ostatecznie 17 marca opuścił sobór, odmówiwszy, jako jedyny z Greków, podpisania dokumentów soborowych.
W 1440 r. powrócił do Konstantynopola, a kilka miesięcy później do Efezu. Wskutek szykan tureckich musiał opuścić swoją metropolię. W drodze do klasztoru Watopedion na Górze Atos został przez urzędników cesarskich zatrzymany i internowany na wyspie Lemnos (1440–1442). Po uwolnieniu wrócił do Konstantynopola i nadal występował przeciw Łacinnikom i greckim zwolennikom unii, Bessarionowi, Józefowi z Metony i Grzegorzowi Melisenowi, w czym szedł za opinią mas wiernych, szerokich rzesz kleru bizantyńskiego i patriarchy Antiochii.

## Pisma

### Pisma liturgiczne
Marek Eugenik jest autorem licznych pism powstałych głównie we wcześniejszym okresie jego działalności. Do jego pism liturgicznych należą kanony o Matce Bożej, Szymonie Metafraście (wyd. w Konstantynopolu, 1884) i patriarsze Eutymiuszu. Pozostawił po sobie hymny o świętej Katarzynie Aleksandryjskiej, Konstantynie Wielkim i jego matce cesarzowej Helenie. Napisał także objaśnienie do liturgii (PG 160, 1163–1194).

### Mowy
Marek Eugenik jest też autorem mów z okazji świąt Demetriusza z Tesaloniki, świętego Efrema, mowy pogrzebowej na cześć opata Makarego Koronasa, wspomnienia o świętym Eliaszu, mowy na cześć świętego Jerzego, komentarza do 3 kanonów Jana z Damaszku oraz kilku retorycznych opisów (ekfraz).

### Pisma dogmatyczne
Marek Eugenik napisał 2 Księgi (Biblia) przeciw antypalamitom. Wykładowi palamizmu poświęcił 72 Rozdziały (Kephálaja). Napisał traktat o naturze aniołów zachowany pod imieniem Jerzego Scholara, skierowaną do mnicha Izydora rozprawę o godzinie śmierci, dzieło o zbawieniu przez krew Chrystusa, o wierze w opatrzność i o Trójjedynej Trójcy.

### Pisma polemiczne
Pozostałe jego pisma poświęcone są polemikom z Łacinnikami. W 57 Rozdziałach przeciwstawił się rzymskiemu dogmatowi Filioque. Temu samemu tematowi poświęcił też zbiór 121 testimoniów. Opracował krótki dialog-pamflet zatytułowany Łacinnik (Latinos) przeciwko łacińskiej nauce o konsekracji, 3 mowy o czyśćcu, w których przedstawia pogląd, że sprawiedliwi nie uzyskują nagrody, a niesprawiedliwi nie doznają kary bezpośrednio po śmierci, lecz muszą oczekiwać na Sąd Ostateczny. Napisał też 56 Sylogizmów (Syllogismój) opartych na przeciwnych łacińskiej doktrynie wypowiedziach Ojców Kościoła. Skierowane przeciw Bessarionowi i Andrzejowi z Rodos Antirritika są późniejszym fałszerstwem autorstwa Kreteńczyka Nikolaosa Komnena Papadopulosa (1655–1740).